# SN 1952A
SN 1952A – supernowa odkryta 14 września 1952 roku w galaktyce M+06-05-32. W momencie odkrycia miała maksymalną jasność 18,60m.